# پادانیا

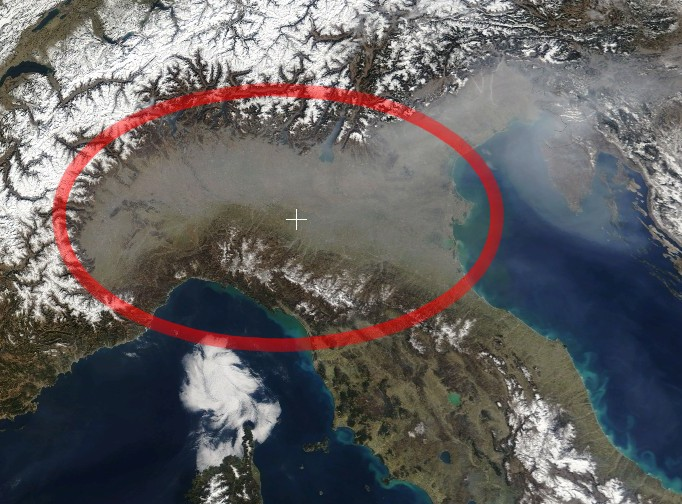
دره پو یا پیانورا پادانا

پادانیا نام دیگری برای دره پو، جلگهٔ بزرگی در شمال ایتالیاست.
این لفظ تا دهه ۱۹۹۰ به ندرت به کار می‌رفت تا این که در این زمان لگا نورد، حزبی سیاسی در ایتالیا آن را به عنوان عنوانی برای یک شمال ایتالیای خودمختار پیشنهاد داد. از آن زمان معانی سیاسی شدیدی به همراه داشته است.

## در سیاست
حزب لگا نورد از ۱۹۹۱ تجزیه یا خودمختاری بیشتر برای پادانیا را ترویج کرده، پرچم و سرودی ملی پیشنهاد کرده است. در ۱۹۹۶ جمهوری فدرال پادانیا اعلام موجودیت کرد. بعدتر لگا نورد یک پارلمان غیررسمی پادانیا را در مانتوا ایجاد کرد و انتخاباتی برایش ترتیب داد. لگا نورد قطعه وا، پنسیرو را از نابوکوی جوزپه وردی که در آن بردگان تبعیدی یهودی برای میهن از دست رفته‌شان سوگواری می‌کنند را برگزید.

### پادانیای لگا نورد

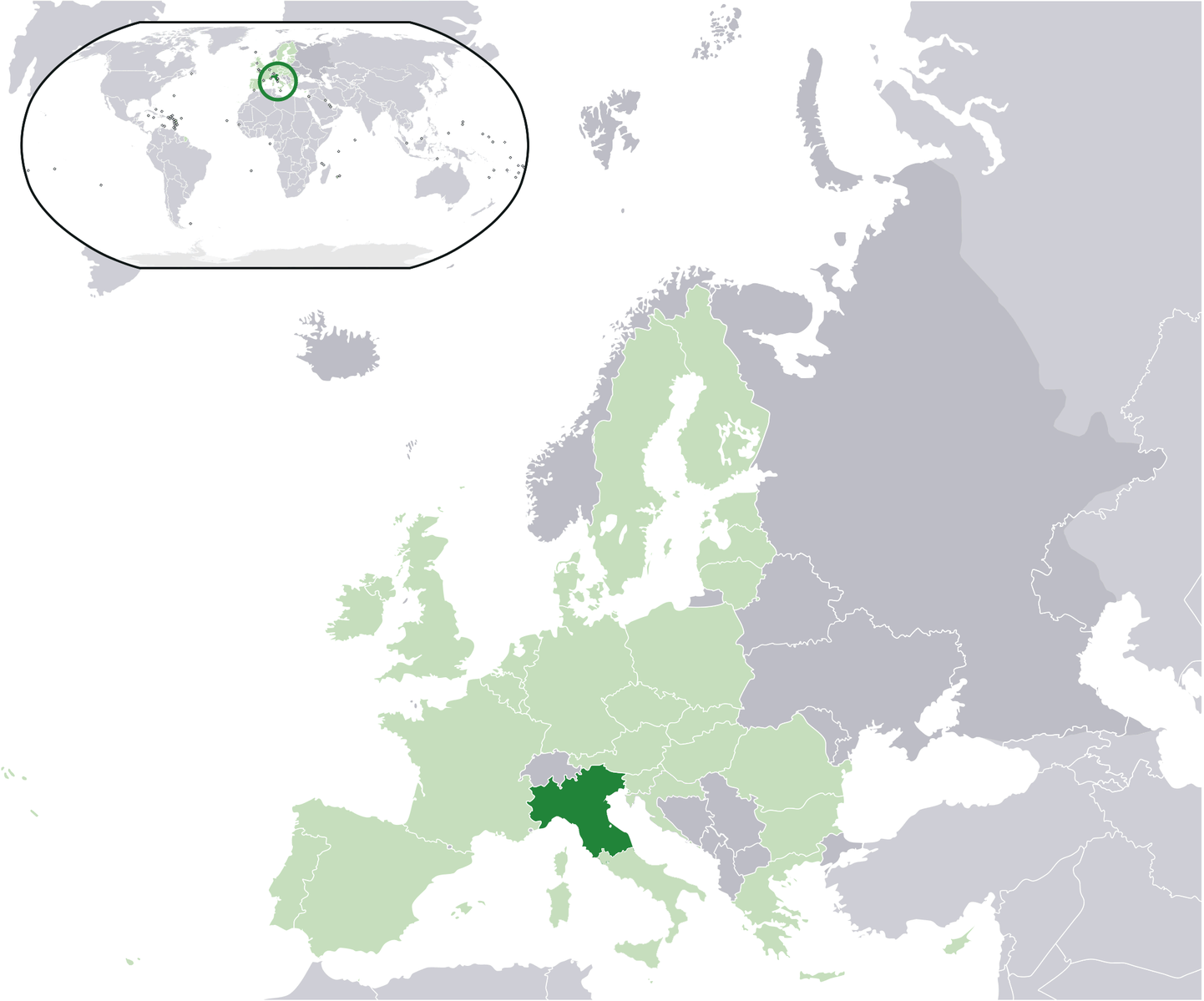
نقشه پادانیا به ادعای لگا نورد

ملتهای پادانیا به ادعای لگا نورد

پرچم پادانیا به پیشنهاد لگا نورد

بنا بر اعلامیه استقلال و حاکمیت پادانیا پادانیا از ۱۴ «ملت» (لمباردی، توسکانی، امیلیا، لیگوریا، مارچه، رومانیا، اومبریا، فریولی، ترنتینو، تیرول جنوبی، ونتزیا جولیا، دره اوستا) تشکیل می‌شود که، اندکی با ۱۱ ناحیه متناظر ایتالیا متفاوت است. ناحیه تشکیل دهنده پادانیا بنا بر حزب فهرست شده‌اند:
| ناحیه                     | جمعیت      | مساحت(km²) |
| ------------------------- | ---------- | ---------- |
| لمباردی                   | ۹٬۸۲۶٬۱۴۱  | ۲۳٬۸۶۵     |
| ونتو                      | ۴٬۹۱۲٬۴۳۸  | ۱۸٬۳۹۱     |
| پیمونت                    | ۴٬۴۴۶٬۲۳۰  | ۲۵٬۳۹۹     |
| امیلیا-رومانیا            | ۴٬۳۷۷٬۴۳۵  | ۲۲٬۴۵۱     |
| لیگوریا                   | ۱٬۶۱۵٬۹۸۶  | ۵٬۴۲۲      |
| فریولی ونتزیا جولیا       | ۱٬۲۳۴٬۰۷۹  | ۷٬۸۴۵      |
| ترنتیو آلتو / تیرول جنوبی | ۱٬۰۲۸٬۲۶۰  | ۱۳٬۶۰۷     |
| دره اوستا                 | ۱۲۷٬۸۶۶    | ۳٬۲۶۳      |
| شمال ایتالیا              | ۲۷٬۵۶۸٬۴۳۵ | ۱۲۰٬۲۴۳    |
| توسکانی                   | ۳٬۷۳۰٬۱۳۰  | ۲۲٬۹۹۳     |
| مارچه                     | ۱٬۵۵۷٬۶۷۶  | ۹٬۳۶۶      |
| اومبریا                   | ۹۰۰٬۷۹۰    | ۸٬۴۵۶      |
| پادانیا (کل)              | ۳۳٬۷۵۷٬۰۳۱ | ۱۶۱٬۰۷۶    |